# Etrema constricta
Etrema constricta é uma espécie de gastrópode do gênero Etrema, pertencente à família Clathurellidae.